# Paraplatoides tenerrimus
Paraplatoides tenerrimus är en spindelart som först beskrevs av Koch L. 1879.  Paraplatoides tenerrimus ingår i släktet Paraplatoides och familjen hoppspindlar. Inga underarter finns listade i Catalogue of Life.